# فهرست جوامع مهندسی شیمی
در این مقاله فهرستی از جوامع مهندسی شیمی در سراسر جهان آورده شده است.

## آفریقا
- انجمن مهندسان شیمی نیجریه
- انجمن مهدسان شیمی آغریقای جنوبی (SAIChE)، آفریقای جنوبی
- انجمن مهندسان شیمی اتیوپی (ESChE)، اتیوپی

## آسیا
- انجمن مهندسی شیمی پاکستان (PIChe)، پاکستان
- انجمن مهندسی شیمی ایران،() ایران
- انجن مهندسان شینی هند (IIChe)، هند
- انجمن مهندسان شیمی اسرائیل (IIChe)، اسرائیل
- انجمن مهندسی شیمی کره، (KIChE) کره
- انجمن مهندسی شیمی فیلیپین (PIChE)، فیلیپین
- جامعه مهندسان شیمی ژاپن، ژاپن
- انجمن مهندسان شیمی و شیمی تجزیه تایلند، (TIChE) تایلند
- Chemical Engineering Society (ChES)، IIT Madras، India [پیوند مرده]
- Chemical Engineering Alumni Association،ChEAA، Bangladesh
- انجمن مهندسی شیمی نپال، GPO Box ۱۵۴۸، Kathmandu، نپال
- Society of Chemical Engineers BUITEMS Quetta Pakistan www.schebuitems.org
- Chemical Engineering Society (ChESo)، UEC، Ujjain، India

## اروپا
- فدراسین مهندسی شیمی اروپا، کشورهای اروپایی
- جامعه مهندسان شیمی فرانسه، فرانسه
- انجمن مهندسان شیمی، بریتانیا
- جامعه مهندسان شیمی و بیوتکنولوژی، (DECHEMA) آلمان

## آمریکای شمالی
- انجمن مهندسان شیمی کانادا، کانادا
- انجمن شرکت های شیمیایی آمریکا، آمریکا
  - انجمن صنایع شیمیایی آمریکا (ACS)
  - انجمن هیدروژن آمریکا (AHA)
  - انجمن مهندسان شیمی آمریکا (AIChE)
  - اتحادیه مهندسان انرژی (AEE)
  - انجمن الکتروشیمی (ECS)
  - National Organization for the Professional Advancement of Black Chemists and Chemical Engineers (NOBCChE)
- انجمن مهندسان شیمی مکزیک (IMIQ)، مکزیک
- انمن کاتالیست آمریکای شمالی، آمریکا

## اقیانوسیه
- موسسه سلطنتی مهندسی شیمی استرالیا، استرالیا
- انجمن مهندسی استرالیا، استرالیا
- انجمن مهندسی شیمی نیوزیلند

## آمریکای جنوبی
- انجمن مهندسی شیمی آرژانتین، آرژانتین
- انجمن مهندسی شیمی برزیل، برزیل
- انجمن مهندسی شیمی کلمبیا، کلمبیا
- انجمن مهندسان شیمی پاراگوئه، پاراگوئه
- انجمن مهندسی شیمی اروگوئه، اروگوئه